# Henryk Natanson

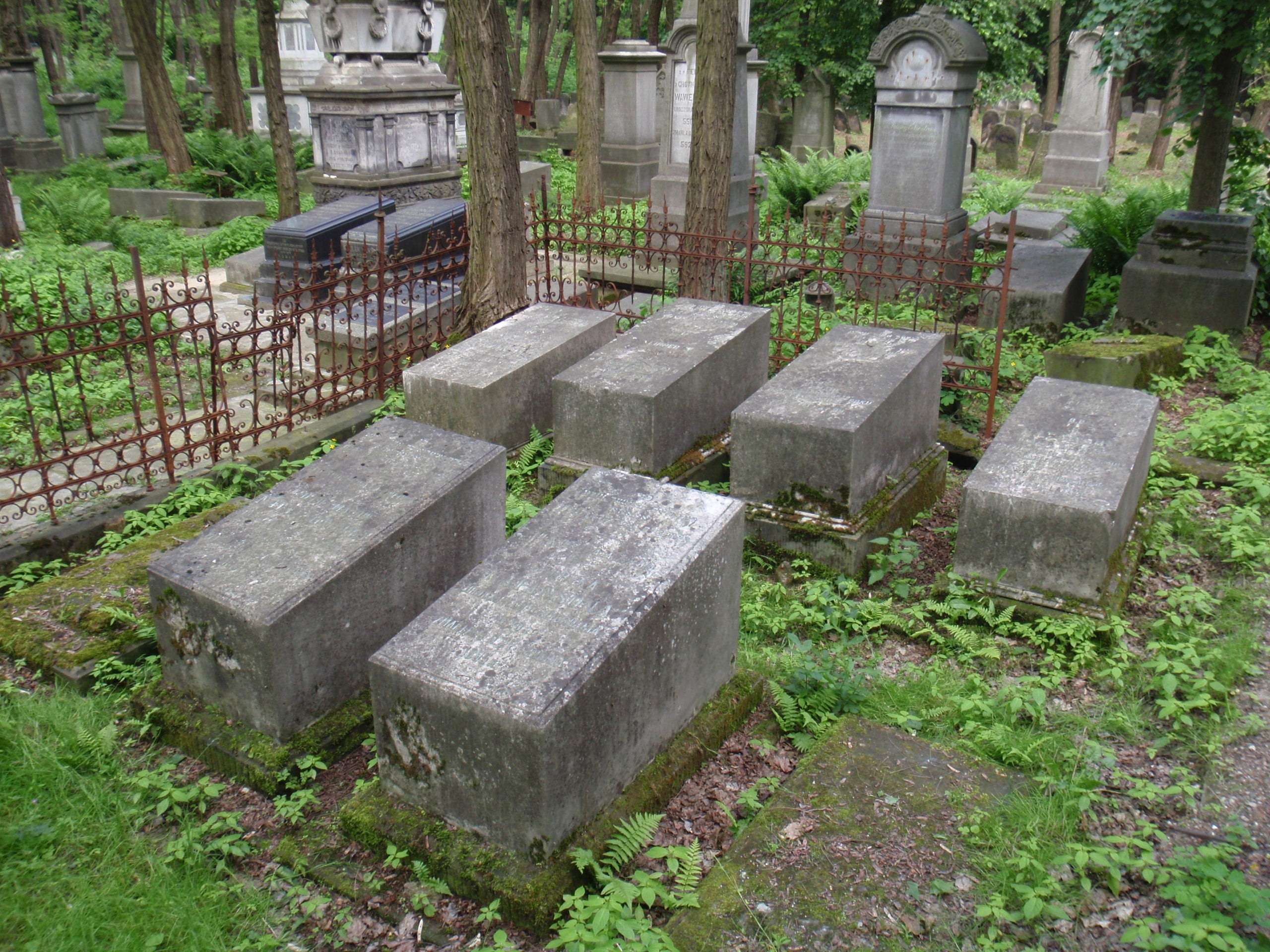
Grób Henryka Natansona w kwaterze rodzinnej na cmentarzu żydowskim w Warszawie (pierwszy rząd, środek po prawej)

Henryk Natanson (ur. 20 grudnia 1820 w Warszawie, zm. 27 grudnia 1895 tamże) – polski bankier, księgarz i wydawca żydowskiego pochodzenia. 

## Życiorys
Urodził się jako syn Samuela Natansona i jego żony Felicji Weinreb. Miał jedenaścioro rodzeństwa: Mojżesza (ur. 1818, zmarłego w dzieciństwie), Ludwika (1821-1896, lekarza), Leona (ur. 1822, zmarłego w dzieciństwie), Józefa (1823-1854, kupca), Szymona (1824-1894, bankiera), Samuela (1826-1827), Ignacego (1828-1863, bankiera), Adama (1829-1908, bankiera i mecenasa sztuki), Jakuba (1832-1884, chemika), Franciszkę (ur. i zm. 1834) i Rozalię (ur. 1839).
Do 1864 prowadził działalność jako księgarz i wydawca. Był współwłaścicielem banku założonego przez ojca pod firmą S. Natanson i Synowie. Od 1879 był radcą handlowym Banku Polskiego. Wraz z bratem Jakubem i innymi osobami współzakładał Bank Handlowy w Warszawie. W latach 1873–1895 był członkiem komitetu Giełdy Warszawskiej.
Był dwukrotnie żonaty. Po raz pierwszy z Józefą May (1833-1855), a po raz drugi z Amelią May (1837-1897). Z pierwszego małżeństwa miał dwóch synów: Kazimierza Eryka (1853-1935, bankiera i działacza społecznego) i Józefa Eryka (1855-1929, bankiera i działacza społecznego). Z drugiego małżeństwa miał ośmioro dzieci: Marię (1857-1883, żonę Jakuba Natansona), Leontynę (1858, żonę Stanisława Natansona), Władysława Eryka (1860-1862), Michała Eryka (ur. 1861, właściciela ziemskiego), Antoniego Eryka (1862-1933, ginekologa), Bronisława Eryka (1865-1905, prawnika, księgarza i wydawcę), Stefana (literata i dziennikarza) i Andrzeja Eryka (1868-1870).
Pochowany na cmentarzu żydowskim przy ulicy Okopowej w Warszawie (kwatera 20, rząd 4).